# Codoba discoveryi
Codoba discoveryi is een eenoogkreeftjessoort uit de familie van de Codobidae. De wetenschappelijke naam van de soort is voor het eerst geldig gepubliceerd in 1951 door Heegaard.